# Адамс, Эми
Э́ми Лу А́дамс (англ. Amy Lou Adams; род. 20 августа 1974, Виченца, Италия) — американская актриса. Шестикратная номинантка на премию «Оскар», семикратная номинантка на премию BAFTA. Обладательница премии Американской Гильдии киноактёров и двух премий «Золотой глобус» за роли в трагикомедии «Афера по-американски» (2013) и драме «Большие глаза» (2014).
Актёрскую карьеру начала с выступлений в различных театрах, ставящих мюзиклы и лёгкие комедии, а её дебют на большом экране состоялся в 1999 году в чёрной комедии «Убийственные красотки». После нескольких эпизодических появлений в телесериалах и ролей в фильмах категории «Б», Адамс была взята на роль Бренды Стронг в фильме 2002 года «Поймай меня, если сможешь». Однако настоящую известность и множество хвалебных отзывов кинокритиков ей принесла роль Эшли Джонстен в независимом фильме 2005 года «Июньский жук», за игру в котором она была удостоена номинации на премию американской Академии кинематографических искусств и наук «Оскар» в категории Лучшая женская роль второго плана.
В 2007 году на экраны кинотеатров вышел ставший коммерчески успешным и снискавший одобрительные отзывы критиков фильм производства Студии Диснея «Зачарованная», в котором Адамс исполнила главную роль сказочной принцессы Жизель, принёсшую ей номинацию на премию «Золотой глобус». А уже в следующем году за роль молодой монахини Сестры Джеймс в фильме «Сомнение» она во второй раз была номинирована на премии «Оскар» и «Золотой глобус». Несмотря на то, что актёрский талант позволял Адамс играть как комедийные, так и драматические роли, за ней закрепилась репутация исполнительницы жизнерадостных и весёлых персонажей.
В 2010 году в прокат вышли романтическая комедия «Как выйти замуж за 3 дня» и драма «Боец», в которой Адамс сыграла роль Шарлин Флеминг, за которую в третий раз была номинирована на премии «Оскар» и «Золотой глобус», во второй раз — на премию Британской академии кино и телевизионных искусств (BAFTA) и в пятый раз — на премию Гильдии киноактёров. В 2012 году она создала образ безжалостной Пегги Додд в картине «Мастер» (принёсший ей очередные номинации на «Оскар», «Золотой глобус» и BAFTA), а также роль дочери бейсбольного тренера в исполнении Клинта Иствуда в спортивной драме «Кручёный мяч». В начале 2019 года актрису можно было увидеть в фильме «Власть» в роли Линн Чейни. Она уже заработала номинации на «Оскар», «Золотой глобус», BAFTA и премию Гильдии киноактёров США за участие в картине.

## Ранние годы
Эми Адамс родилась в городе Виченца (Италия). Из семерых детей, появившихся на свет у американских родителей Ричарда Кента и Кэтрин Адамс (урождённая Хикен), она была четвёртым ребёнком — у неё есть четыре брата и две сестры. Среди её предков, кроме англичан, также были датчане, швейцарцы и норвежцы. Отец Адамс, американский военный, постоянно переезжавший вместе с семьёй с одной военной базы на другую, во время её рождения нёс службу на базе Caserma Ederle, расположенной в Италии. Девочке было восемь лет, когда вся семья перебралась в город Касл-Рок, штат Колорадо. Ричард Кент также является профессиональным певцом, и после увольнения из вооружённых сил зарабатывал выступлениями в ресторанах, а мать полупрофессионально занималась бодибилдингом. Чета Адамс исповедовала мормонизм, однако семья покинула церковь после развода родителей в 1985 году. О своём религиозном воспитании она говорила следующее: «Оно вложило в меня систему ценностей, которой я верна до сих пор. Базовый принцип „Поступай с другими так…“, вот что было вбито в меня. Наравне с любовью».
Во время учёбы в школе округа Дуглас Адамс пела в школьном хоре, а также была ученицей в местной танцевальной труппе с перспективой стать балериной. Родители надеялись, что дочь продолжит посещать атлетические занятия, чтобы получить шанс на поступление в колледж, но она забросила их ради увлечения танцами. Позднее Адамс сожалела о своём решении не поступать в колледж: «Я не была из тех людей, которым доставляет удовольствие процесс обучения. Но я жалею о том, что не получила в своё время образование». После окончания средней школы она вместе с матерью переехала в Атланту, штат Джорджия. Поняв, что она недостаточно талантлива для того, чтобы стать профессиональной балериной, Адамс устроилась в музыкальный театр. По её мнению, в отличие от «слишком требовательного и ограниченного» балета, во время занятий которым нередко возникало ощущение, что после «всех этих посвящённых ему лет тело просто разбито», выступления в музыкальном театре соответствовали её темпераменту в гораздо большей степени. До восемнадцати лет Адамс выступала в любительском театре, подрабатывая консультантом в магазине «Gap». Спустя несколько недель после окончания средней школы, она устроилась на свою первую полноценную работу в ресторан «Hooters» в качестве старшей официантки — факт, на котором журналисты неоднократно заостряли внимание. Адамс уволилась с этой работы через три недели после того, как скопила достаточную сумму для покупки своего первого автомобиля. Впоследствии, вспоминая о работе официанткой, она признавалась: «…У меня было весьма наивное представление о том, чем является „Hooters“. Но я поняла, и очень быстро, что узкие шорты и пиво не сочетаются!».

## Карьера

### 1994—2004: Ранние работы
Свою профессиональную актёрскую деятельность Адамс начала с работы танцовщицей в театрах Boulder’s Dinner Theatre и Country Dinner Playhouse. В 1995 году на одном из выступлений её заметил театральный руководитель из Миннеаполиса Майкл Бриндиси и предложил поработать у него. Приняв его предложение, Адамс переезжает в Шанхассен, штат Миннесота, где в течение следующих трёх лет выступает в местных театрах Chanhassen Dinner Theatres. Во время вынужденного отдыха из-за растяжения мышцы она пробуется на одну из ролей в сатирической комедии 1999 года «Убийственные красотки», съёмки которой проходили в Миннесоте, и впервые попадает в актёрский состав фильма. По окончании съёмок Адамс, поддавшись на уговоры коллеги по фильму Кёрсти Элли, в январе 1999 года переезжает в Лос-Анджелес, штат Калифорния. Первый год жизни в Лос-Анджелесе был, по её словам, «мрачным и унылым», она тосковала по Шанхассену, по ценимым ею ощущениям безопасности и порядка, которые он давал, по людям, с которыми ей приходилось там работать и ставшими для неё семьёй. Через некоторое время после прибытия в Лос-Анджелес Адамс отбирается на роль Катрин Мертей в телевизионном сериале «Манчестерская подготовка» компании Fox Network, являющимся спин-оффом фильма «Жестокие игры». Однако сериал не оправдал надежд компании и после нескольких пересмотров сценария и двух съёмочных перерывов был отменён. Снятые эпизоды позже были перемонтированы и выпущены на видео под названием «Жестокие игры 2».
В период с 2000 по 2002 год Адамс участвовала в нескольких малобюджетных фильмах, таких как «Пляжный психоз», приглашалась на небольшие роли в сериалах «Шоу 70-х», «Зачарованные», «Баффи — истребительница вампиров», «Тайны Смолвиля» и «Западное крыло», а также снялась в детективной комедии Стивена Спилберга «Поймай меня, если сможешь» в роли Бренды Стронг — медсестры, в которую влюбляется герой Леонардо Ди Каприо Фрэнк Эбегнейл. Эта роль, по словам Спилберга, должна была стать импульсом к успешному развитию её карьеры, но после завершения работы над фильмом Адамс в течение целого года не получала предложений о съёмках. Однако участие в таком крупном проекте под руководством известного режиссёра стало для Адамс вдохновляющим событием: «Впервые я почувствовала, что способна играть на уровне этих людей. Заслужить доверие Стивена Спилберга… это очень помогло мне поверить в собственные силы» — говорила актриса. В 2004 году Адамс снялась в фильме «Последняя гонка» и озвучила нескольких персонажей в анимационном телесериале «Царь горы». Также она снималась в телесериале «Доктор Вегас» в роли Элис Доэрти, но позже была уволена из-за контрактного спора.

### 2005—2007: Признание критиков и прорыв
Незадолго до ухода с проекта «Доктор Вегас» Адамс получила сценарий к малобюджетному независимому фильму «Июньский жук» и предложение пройти прослушивание на роль Эшли Джонстен — жизнерадостной, общительной молодой женщины, ждущей ребёнка. Позже режиссёр картины Фил Моррисон так объяснял своё решение взять на эту роль Адамс: «Многие люди, смотря на Эшли, задумываются „Какое горе она прячет в себе?“ И тот факт, что Эми не пыталась ответить на этот вопрос с точки зрения „Что же она скрывает?“, стал для меня определяющим». Фильм был снят за 21 день в городе Уинстон-Сейлем, штат Северная Каролина. На тот момент Адамс уже исполнилось 30 лет и отсутствие профессионального роста вызывало в ней беспокойство: «Я начала задумываться, а не переехать ли мне в Нью-Йорк и заняться чем-нибудь другим. Я не драматизировала, не вела себя так, будто немедленно хочу всё бросить. Скорее я просто размышляла о своём соответствии выбранному пути». Об участии в фильме «Июньский жук» Адамс позже вспоминала: «Это было по-настоящему вдохновляюще. До конца лета я была безработной, но в то же время чувствовала счастье и гордость. Пришло, знаете, то ощущение, что я больше никогда не позволю помыкать собой». Премьера картины состоялась в 2005 году на кинофестивале «Сандэнс», по итогам которого Адамс за свою роль получила Специальный приз жюри.
В 2005 году на экраны кинотеатров вышла романтическая комедия «Жених напрокат», в которой Адамс снялась совместно с Деброй Мессинг и Дермотом Малруни. И в том же году компания Sony Pictures Classics выпустила в ограниченный прокат «Июньского жука». За эту работу Адамс заслужила признание и хвалебные отзывы многих кинокритиков. Карина Чокано из газеты Los Angeles Times отмечала: «Адамс исполнила роль, которая легко могла бы превратиться в карикатуру, тонко и многогранно». Джо Лейдон из журнала Variety так описал игру актрисы: «Отчасти из-за великодушия изображаемого ею персонажа, но в основном благодаря собственным таланту и харизме, Адамс доминирует в картине, создавая трогательный образ неунывающей оптимистки, которая обладает достаточной проницательностью, чтобы замечать изъяны в окружающих людях и, в то же время, деликатна и мила, чтобы вместо осуждения воодушевить человека». Актриса получила несколько наград за Лучшую женскую роль второго плана, включая премию Национального сообщества кинокритиков и премию «Независимый дух». Адамс также была номинирована на премию Гильдии киноактёров и премию «Оскар». А в 2006 году ей предложили стать членом Академии кинематографических искусств и наук.
Несмотря на то, что у «Июньского жука» была ограниченная аудитория, яркая, запоминающаяся игра Адамс заставила киносообщество обратить внимание на её актёрскую карьеру. Ей начинают чаще предлагать роли, она появляется в таких фильмах, как «Без оглядки» и «Рики Бобби: Король дороги», приглашается на роль Кэти в телесериале «Офис». После озвучивания Полли Пьюэрбрэд в фильме Студии Уолта Диснея «Суперпёс» Адамс снялась в главной роли в диснеевском крупнобюджетном фэнтезийном мюзикле 2007 года «Зачарованная». В центре картины, в которой также снялись Патрик Демпси, Сьюзан Сарандон, Джеймс Марсден и Идина Мензель, девушка Жизель, по воле случая попадающая из сказочного нарисованного мира в современный Нью-Йорк. Адамс успешно прошла отбор из более чем трёхсот актрис, претендовавших на эту роль. Позже режиссёр картины Кевин Лима объяснял свой выбор тем, что актриса обладала «потрясающим умением вживаться в роль, проникать в суть персонажа и при этом не осуждать его».
Фильм «Зачарованная» стал коммерчески успешным, собрав в мировом прокате более $340 миллионов. Яркая игра Адамс была отмечена многими кинокритиками, например, Тодд МакКарти из Variety предположил, что роль в этой картине сделает из неё звезду, также, как это в своё время произошло с Джули Эндрюс после съёмок в фильме «Мэри Поппинс». Роджер Эберт из Chicago Sun-Times назвал игру Адамс «чистой и лучезарной», а Уэсли Моррис из The Boston Globe высказал мнение, что «своим физическим красноречием и тонкой комичностью она продемонстрировала неподдельное актёрское мастерство». Эта роль принесла Адамс номинацию на премию «Золотой глобус» в категории Лучшая женская роль в комедии или мюзикле, номинацию на премию Ассоциации кинокритиков в категории «Лучшая актриса» и премию «Сатурн» за Лучшую женскую роль. Три песни из фильма были номинированы на премию «Оскар» в категории Лучшая песня к фильму, одну из которых, «Happy Working Song», актриса исполнила на церемонии вручения. Композиция «That’s How You Know», спетая в фильме самой Адамс, также прозвучала на церемонии в исполнении певицы Кристин Ченовет. Позже, в интервью Адамс отметила, что эта песня идеально подошла Ченовет, так как сама певица «оказала на неё [Адамс] большое влияние в создании экранного образа принцессы Жизель».
Успех фильма «Зачарованная» поднял в средствах массовой информации волну интереса к персоне Адамс. В сезон вручения кинонаград 2007—2008 годов наряду с появлением на обложках таких известных журналов, как Interview, Elle и голливудского издания Vanity Fair, которое включило актрису в список «10 новых лиц 2008 года», Адамс в марте 2008 года выступила ведущей седьмого эпизода 33-го сезона популярного телешоу «Субботним вечером в прямом эфире». В нём она сыграла несколько ролей, включая Хайди Клум, а также во время вступительного диалога, поставленного в виде шуточной дуэли с ещё одной актрисой телешоу Кристен Уиг, исполнила песню «What is this Feeling» из мюзикла «Злая». В этот же период Адамс снялась в фильме «Война Чарли Уилсона», в актёрском составе которого также присутствовали Том Хэнкс, Джулия Робертс и Филип Сеймур Хоффман. Она сыграла роль Бонни Бах, помощницы главного героя — конгрессмена Чарльза Уилсона. О своём участии в фильме Адамс вспоминала: «Было очень весело. Просто находиться на съёмочной площадке и учиться у этих людей, наблюдать за их игрой, за великолепными сценами с участием Тома Хэнкса и Филипа Сэймура Хоффмана под руководством режиссёра Майка Николса — для меня это был словно поход в школу». Следующим проектом Адамс стал фильм «Чистка до блеска», в котором она исполнила роль матери-одиночки, пытающейся заработать достаточную для устройства сына в частную школу сумму и ради этого налаживающей собственный бизнес в сфере уборки мест преступлений. Премьера картины состоялась в 2008 году на кинофестивале «Сандэнс» и получила смешанные отзывы критиков, а в марте 2009 года фильм был выпущен в ограниченный прокат и вызвал у зрителей в основном положительную реакцию. Американский кинокритик Мик Ласаль из газеты San Francisco Chronicle написал на фильм позитивную рецензию, высказав в ней, в частности, следующую мысль: «Игра эмоций на лице Эми Адамс — достаточная причина для просмотра „Чистки до блеска“».

### С 2008
Первой картиной с участием Адамс, вышедшей в кинопрокат в 2008 году, стала «Мисс Петтигрю живёт одним днём». В ней она сыграла роль Делисии Лафосс — начинающей американской артистки, живущей в Лондоне, судьба которой резко меняется после встречи с гувернанткой Гвинивер Петтигрю в исполнении Фрэнсис Макдорманд. Фильм был хорошо принят большинством критиков, однако некоторые из них отметили сходство её роли со светлыми и наивными образами, созданными актрисой в картинах «Июньский жук» и «Зачарованная». «Адамс блестяще адаптировалась к игре умной дурочки» — написала Карина Чокано из газеты Los Angeles Times. Похожее мнение в своей статье высказал журналист Кирк Ханикатт из газеты The Hollywood Reporter: «Адамс более или менее следует своему образу принцессы Жизель, добавив к нему лишь ложную нотку легкомысленного озорства». На вопрос о том, не боится ли она стать актрисой одного амплуа, Адамс отвечала: «Не на данном этапе… Сейчас я занимаюсь тем, что мне нравится, снимаюсь в разных фильмах, пробую себя в различных ролях. В этом году я снялась в драме („Чистка до блеска“), которая была представлена в Сандэнсе, но я просто обожаю создавать образы жизнерадостных персонажей, это правда, потому что частицы этих персонажей остаются с тобой, независимо от того, желаешь ли ты этого или нет». В другом интервью в ответ на этот же вопрос актриса призналась: «Я думаю, что у меня много общего с такими персонажами… Они так многогранны, и мне импонирует выбранное ими оптимистичное отношение к действительности… Их ощущение надежды, веры в лучшее мне очень близки». Адамс также отмечала, что до тех пор, пока она не перекрасила свои от природы белокурые волосы в рыжеватый цвет, ей в основном предлагали роли «стервозных баб».
В конце 2008 года на экраны кинотеатров выходит драма «Сомнение», поставленная по одноимённой пьесе Джона Патрика Шенли. Помимо самой Адамс, исполнившей роль молодой и наивной монахини сестры Джеймс, в актёрском составе картины были Мерил Стрип, Филип Сеймур Хоффман и Виола Дэвис. О кастинге на эту роль Адамс узнала от своей коллеги по фильму «Чистка до блеска» Эмили Блант, однако когда она пришла на пробы ей сказали, что роль уже отдана другой актрисе. Но Шенли в итоге всё же выбрал Адамс, объяснив своё решение тем, что «она обладает этой неуловимой чертой Ингрид Бергман, каким-то внутренним светом. Глядя на неё, вы видите хорошего человека, сопротивляющегося мерзостям этого сложного мира, и, несмотря на свой острый ум, продолжающего нести в себе эту особую духовную невинность. К тому же у неё прекрасное сияющее лицо». Находясь на одной съёмочной площадке с такими профессионалами как Стрип и Хоффман, Адамс, по её собственному признанию, испытывала «неуверенность, чувство сомнения, желание соответствовать этим выдающимся актёрам». Критики хорошо приняли фильм, а роль Адамс была ими отмечена как «наименее показная» среди основных четырёх партий. Однако Манола Даргис, кинокритик из газеты The New York Times, назвала её игру «неуверенной», а Тодд МакКарти из журнала Variety сказал, что «Адамс в роли молодой симпатичной монахини не делает ничего, что не смогла бы сделать любая другая актриса». Мик Ласаль из San Francisco Chronicle в своей статье выразил противоположное мнение: «Одним из главных достоинств ленты является присутствие в ней Адамс, которая своей интерпретацией роли Сестры Джеймс, в общем-то предназначенной лишь для усиления экранного образа Сестры Элоизы, делает юную монахиню совершенно особенным и интересным персонажем». За участие в этой картине Адамс была номинирована в категории Лучшая женская роль второго плана на 81-ю премию Американской киноакадемии «Оскар», премию «Золотой Глобус», премию Гильдии киноактёров и премию Британской киноакадемии.
Следующей ролью Адамс стала Амелия Эрхарт в крупнобюджетном приключенческом фильме 2009 года «Ночь в музее 2: Битва при Смитсоне», главную роль в котором исполнил Бен Стиллер. В американских кинотеатрах фильм появился в День памяти и, заработав $15,3 млн в первый день проката, занял верхнюю строчку местного бокс-офиса, сместив с неё фантастический боевик «Терминатор: Да придёт спаситель». И несмотря на то, что картина получила в основном средние отзывы, большинство критиков выделили достойную игру Адамс. Одним из давших положительную оценку был Майкл Филлипс из газеты Chicago Tribune, который написал, что фильм «буквально преображается с появлением в кадре Эми Адамс в роли авиатора Амелии Эрхарт… своим великолепием она заставляет экран просто сверкать». Кинокритик Оуэн Глиберман из журнала Entertainment Weekly отметил, что «„В Битве при Смитсоне“ достаточно экспрессии, однако именно Адамс вдыхает в неё энергию». Противоположное мнение выразил журналист газеты The Boston Globe Тай Барр, который назвал Эрхарт в исполнении Адамс «легкомысленной занудой, абсолютно не соответствующей реальной личности». И в то же время, когда Лаел Лёвенштайн из Variety сделал вывод о том, что Адамс «чересчур старательна», Роджер Эберт отметил, что несмотря на общую слабость сценария, образ Амелии вышел милым и привлекательным. Режиссёр картины Шон Леви так отозвался о ней: «Я не уверен в том, что в её поколении есть актрисы лучше… Я имею в виду, что, конечно же, сейчас можно вспомнить много известных имён, но найдется ли среди них такая, которая смогла бы сделать „Сомнение“, „Джули и Джулия“, „Ночь в музее 2“, и всё за один год? Широта спектра её таланта практически не имеет себе равных. И её участие — одна из главных причин, почему мы считаем, что наш новый фильм гораздо лучше первого». В том же году на экраны вышла комедия «Джули и Джулия», в которой Адамс вместе со своей коллегой по фильму «Сомнение» Мерил Стрип сыграли главные роли. В центре фильма, параллельно развивающем две сюжетные линии, госслужащая Джули Пауэлл (в исполнении Адамс), которая решает за год приготовить все блюда из книги кулинарных рецептов «Осваивая искусство французской кухни», и домохозяйка Джулия Чайлд (в исполнении Мерил Стрип), написавшая эту книгу.
В 2010 году с участием Адамс вышли два фильма: романтическая комедия «Как выйти замуж за 3 дня» и биографическая спортивная драма «Боец», в которой она сыграла Шарлин Флеминг — дерзкую и решительную подругу ирландского боксёра Микки Уорда (Micky Ward). «Боец», номинированный в категории Лучший фильм, был отмечен критиками за сильный актёрский состав, в который, помимо Адамс, также вошли Марк Уолберг, Кристиан Бейл и Мелисса Лео. Позже Адамс рассказала, что после её утверждения на роль в «Бойце» режиссёр картины Дэвид О. Рассел произнёс: «Ты настолько не похожа на принцессу, что нам просто необходимо что-то с этим сделать! Я хочу выявить иную часть твоей сущности и дать тебе возможность избавиться от этого сказочного флёра, поскольку он не свойственен тебе, и является лишь частью проделываемой тобой работы». Кинокритик Джо Моргенштерн из Wall Street Journal в своей рецензии написал, что в «Бойце» она «настолько же несгибаема, внимательна, умна и насмешлива, насколько в „Зачарованной“ — удивительна и прекрасна. Что за актриса, что за безграничный талант!». За эту роль Адамс была номинирована на премию BAFTA, премию Broadcast Film Critics Association Award for Best Supporting Actress, две премии Гильдии киноактёров, премию «Золотой Глобус» и премию «Оскар» в категории Лучшая женская роль второго плана, уступив три последние награды своей коллеге Лео. В 2011 году она снова работала в Студии Диснея совместно с Джейсоном Сигелом и кукольными персонажами «Маппет-шоу» над музыкальной комедией «Маппеты», в которой ей вновь удалось применить свои вокальные данные.
В 2012 году Адамс удостоилась одних из самых высоких отзывов в своей карьере за работу в фильме режиссёра Пола Томаса Андерсона «Мастер». Она сыграла роль Пегги Додд — влиятельной и безжалостной жены лидера религиозной организации в исполнении Филипа Сеймура Хоффмана. Питер Трэверс из журнала Rolling Stone написал, что «за тот утончённый деспотизм, вкладываемый ею в образ так называемой верной супруги, она заслуживает самого пристального внимания учредителей кинопремий». В этом же году на экраны кинотеатров вышла драма «Кручёный мяч», в которой Адамс выступила в роли дочери бейсбольного тренера в исполнении Клинта Иствуда. Фильм вызвал неоднозначную реакцию у публики и критиков, однако игра Адамс была отмечена как заслуживающая внимания. «Из типовой роли она делает нечто ценное» — заметил Роджер Эберт. Адамс также приняла участие в съёмках картины «На дороге» бразильского режиссёра Вальтера Саллеса, поставленной по одноимённому роману Джека Керуака. В ленте она сыграла роль Джейн Ли — наркозависимой бит-поэтессы, жены Старого Быка Ли в исполнении Вигго Мортенсена, прообразом которой послужила Джоан Воллмер. Премьера картины состоялась в Каннах и получила смешанные отзывы критиков.
Эми Адамс сыграла в фильме Спайка Джонза «Она» и в экранизации новеллы Стива Мартина «Объект красоты», в которой она также выступила в новом для себя качестве продюсера. Помимо этого она получила главную роль в драме «Тёмные пределы», рассказывающей о женщине, вынужденной наблюдать за смертью членов своей семьи. В марте 2011 года Адамс сыграла Лоис Лейн — подругу Супермена, роль которого исполнил Генри Кавилл, а в 2013 году приняла участие в экранизации-перезапуске комикса под названием «Человек из стали». Создатели фильма, продюсер Кристофер Нолан и режиссёр Зак Снайдер, в частности заявили: «Мы счастливы анонсировать, что к нашему проекту присоединилась Эми Адамс — одна из самых неординарных и уважаемых современных киноактрис. На наш взгляд, Эми обладает достаточным талантом, чтобы воплотить в экраном образе все те качества, за которые мы так любим Лоис: остроумие, стойкость, темпераментность, нежность и, конечно же, красоту». В прошлом Адамс уже принимала участие в проекте, связанном с вселенной Супермена — телесериале 2001 года «Тайны Смолвиля». Кроме этого, актриса исполнила роль любовницы персонажа Кристиана Бейла в ленте режиссёра Дэвида О. Рассела «Афера по-американски», описывающей обстоятельства скандала вокруг операции ФБР Abscam, а также появится в независимой драме «Колыбельная».
В июле 2012 года Aдамс исполнила роль Жены Пекаря в мюзикле авторства композитора Стивена Сондхайма и либреттиста Джеймса Лэпайна «В лес» в постановке Публичного театра. Участие в этом мюзикле, показ которого был приурочен к летнему фестивалю «Шекспир в парке», ежегодно проводимому в Центральном парке в театре на открытом воздухе Delacorte Theater, стало для неё дебютом на нью-йоркской сцене и первым за 13 лет выступлением в театре. Премьера мюзикла из-за плохой погоды была перенесена на один день и состоялась 24 июля 2012 года, показы планировалось проводить до 25 августа 2012 года, но они были продлены до 1 сентября. Мюзикл в целом, и выступление Адамс в частности, получили лестные отзывы критиков. После завершения фестиваля актриса выразила надежду на дальнейшее продолжение своей театральной деятельности.
В 2016 году состоялась премьера психологического триллера в жанре неонуар режиссёра Тома Форда «Под покровом ночи», в котором Эми Адамс, по словам критиков, «сделала квантовый скачок из образов милых девушек и принцесс в высшую актёрскую лигу и поражает своей неограниченной пластичностью». В 2016 году выступила в главной роли в научно-фантастическом фильме «Прибытие». В 2016 и 2017 годах Aдамс вновь сыграла Лоис Лейн в фильмах «Бэтмен против Супермена: На заре справедливости» и «Лига справедливости». В 2018 году вышел сериал «Острые предметы», где Aдамс сыграла главную роль.
В 2019 году вышла картина «Власть», в которой Адамс исполняет роль Линн Чейни. За эту роль актриса была номинирована на премию «Оскар» как актриса второго плана. За участие в фильме она также получила номинацию на «Золотой глобус».

## Личная жизнь
Со 2 мая 2015 года Адамс замужем за актёром и художником Дарреном Ле Галло, с которым она встречалась 14 лет до их свадьбы. У супругов есть дочь Авиана Олеа Ле Галло (род. 15.05.2010).

## Фильмография
| Год  |     | Русское название                                | Оригинальное название                          | Роль                              |
| ---- | --- | ----------------------------------------------- | ---------------------------------------------- | --------------------------------- |
| 1999 | ф   | Убийственные красотки                           | Drop Dead Gorgeous                             | Лесли Миллер                      |
| 2000 | с   | Шоу 70-х                                        | That 70s Show                                  | Кэт Питерсон                      |
| 2000 | с   | Зачарованные                                    | Charmed                                        | Мэгги Мёрфи                       |
| 2000 | с   | Зои, Данкан, Джек и Джейн                       | Zoe, Duncan, Jack & Jane                       | Дина                              |
| 2000 | с   | Провиденс                                       | Providence                                     | Ребекка «Бекка» Тейлор            |
| 2000 | с   | Баффи — истребительница вампиров                | Buffy the Vampire Slayer                       | Бет Маклей                        |
| 2000 | ф   | Пляжный психоз                                  | Psycho Beach Party                             | Великолепная Энн                  |
| 2000 | кор | Хромированный крюк                              | The Chromium Hook                              | Джилл Роялтабер                   |
| 2000 | ф   | Жестокие игры 2                                 | Cruel Intentions 2                             | Катрин Мертей                     |
| 2001 | с   | Тайны Смолвиля                                  | Smallville                                     | Джоди Мелвил                      |
| 2002 | с   | Западное крыло                                  | The West Wing                                  | Кэти                              |
| 2002 | ф   | Закон бойни                                     | The Slaughter Rule                             | Дорин                             |
| 2002 | ф   | Тыковка                                         | Pumpkin                                        | Алекс                             |
| 2002 | ф   | Мошенники                                       | Serving Sara                                   | Кейт                              |
| 2002 | ф   | Поймай меня, если сможешь                       | Catch Me If You Can                            | Бренда Стронг                     |
| 2004 | с   | Царь горы                                       | King of the Hill                               | Мерилин, Мисти                    |
| 2004 | с   | Доктор Вегас                                    | Dr. Vegas                                      | Элис Доэрти                       |
| 2004 | ф   | Последняя гонка                                 | The Last Run                                   | Алексис                           |
| 2005 | ф   | Жених напрокат                                  | The Wedding Date                               | Эми                               |
| 2005 | с   | Офис                                            | The Office                                     | Кэти                              |
| 2005 | ф   | Июньский жук                                    | Junebug                                        | Эшли Джонстен                     |
| 2005 | ф   | Без оглядки                                     | Standing Still                                 | Элис                              |
| 2006 | кор | Мелочь                                          | Pennies                                        | Шарлотта Браун                    |
| 2006 | ф   | Рики Бобби: Король дороги                       | Talladega Nights: The Ballad of Ricky Bobby    | Сьюзан                            |
| 2006 | ф   | Tenacious D: Медиатор судьбы                    | Tenacious D in The Pick of Destiny             | шикарная женщина / Gorgeous Woman |
| 2006 | ф   | Экс-любовник                                    | The Ex                                         | Эбби Марч                         |
| 2007 | ф   | Суперпёс                                        | Underdog                                       | Полли, кокер-спаниель             |
| 2007 | ф   | Зачарованная                                    | Enchanted                                      | Жизель                            |
| 2007 | ф   | Война Чарли Уилсона                             | Charlie Wilson’s War                           | Бонни Бах                         |
| 2008 | с   | Saturday Night Live                             | Saturday Night Live                            | ведущая шоу                       |
| 2008 | ф   | Мисс Петтигрю живёт одним днём                  | Miss Pettigrew Lives for a Day                 | Делисия Лафосс                    |
| 2008 | ф   | Сомнение                                        | Doubt                                          | сестра Джеймс                     |
| 2008 | ф   | Чистка до блеска                                | Sunshine Cleaning                              | Роуз Лорковски                    |
| 2009 | ф   | Ночь в музее 2                                  | Night at the Museum: Battle of the Smithsonian | Амелия Эрхарт                     |
| 2009 | ф   | Джули и Джулия: Готовим счастье по рецепту      | Julie & Julia                                  | Джули Пауэлл                      |
| 2009 | ф   | Лунная серенада                                 | Moonlight Serenade                             | Хлои                              |
| 2010 | ф   | Високосный год / Как выйти замуж за 3 дня       | Leap Year                                      | Анна Брэди                        |
| 2010 | ф   | Боец                                            | The Fighter                                    | Шарлин Флеминг                    |
| 2011 | ф   | Маппеты                                         | The Muppets                                    | Мэри                              |
| 2012 | ф   | На дороге                                       | On the Road                                    | Джейн Ли                          |
| 2012 | ф   | Кручёный мяч                                    | Trouble with the Curve                         | Мики                              |
| 2012 | ф   | Мастер                                          | The Master                                     | Пегги Додд                        |
| 2013 | ф   | Человек из стали                                | Man of Steel                                   | Лоис Лейн                         |
| 2013 | ф   | Афера по-американски                            | American Hustle                                | Сидни Проссер                     |
| 2013 | ф   | Она                                             | Her                                            | Эми                               |
| 2013 | ф   | Объект красоты                                  | Object of Beauty                               | Лейси Йегер                       |
| 2014 | ф   | Большие глаза                                   | Big Eyes                                       | Маргарет Кин                      |
| 2014 | ф   | Колыбельная                                     | Lullaby                                        | Эмили                             |
| 2015 | ф   | Дженис Джоплин: Добивайся, пока можешь          | Janis Joplin: Get It While You Can             | Дженис Джоплин                    |
| 2016 | ф   | Бэтмен против Супермена: На заре справедливости | Batman v Superman: Dawn of Justice             | Лоис Лейн                         |
| 2016 | ф   | Прибытие                                        | Arrival                                        | Луиза Бэнкс                       |
| 2016 | ф   | Под покровом ночи                               | Nocturnal Animals                              | Сьюзан Морроу                     |
| 2017 | ф   | Лига справедливости                             | Justice League                                 | Лоис Лейн                         |
| 2018 | с   | Острые предметы                                 | Sharp Objects                                  | Камилла Прикер                    |
| 2018 | ф   | Власть                                          | Vice                                           | Линн Чейни                        |
| 2020 | ф   | Элегия Хиллбилли                                | Hillbilly Elegy                                | Бев                               |
| 2021 | мтф | Лига справедливости Зака Снайдера               | Zack Snyder's Justice League                   | Лоис Лейн                         |
| 2021 | ф   | Женщина в окне                                  | The Woman in the Window                        | Анна Фокс                         |
| 2021 | ф   | Дорогой Эван Хансен                             | Dear Evan Hansen                               | Синтия Мёрфи                      |
| 2022 | ф   | Зачарованная 2                                  | Disenchanted                                   | Жизель                            |
| 2024 | ф   | Ночная сучка                                    | Nightbitch                                     |                                   |
| 2025 | ф   | У моря                                          | At the Sea                                     | Лора                              |
|      | ф   | Клара и Солнце                                  | Klara and the Sun                              | Крис                              |

## Музыка
| Год  | Песня                                  | Альбом                         | Лейбл               |
| ---- | -------------------------------------- | ------------------------------ | ------------------- |
| 2007 | «True Love’s Kiss»                     | Зачарованная (саундтрек)       | Walt Disney Records |
| 2007 | «Happy Working Song»                   | Зачарованная (саундтрек)       | Walt Disney Records |
| 2007 | That’s How You Know»                   | Зачарованная (саундтрек)       | Walt Disney Records |
| 2008 | «If I Didn’t Care»                     | Мисс Петтигрю живёт одним днём | Varèse Sarabande    |
| 2009 | «In the Wee Small Hours»               | Moonlight Serenade             | —                   |
| 2009 | «Love Walked Right In»                 | Moonlight Serenade             | —                   |
| 2009 | «You Go To My Head»                    | Moonlight Serenade             | —                   |
| 2009 | «Fool That I Am»                       | Moonlight Serenade             | —                   |
| 2009 | «Things You Do»                        | Moonlight Serenade             | —                   |
| 2009 | «Taking a Chance on Love»              | Moonlight Serenade             | —                   |
| 2009 | «You Brought a New Kind of Love to Me» | Moonlight Serenade             | —                   |
| 2011 | «Life’s a Happy Song»                  | Маппеты                        | Walt Disney Records |
| 2011 | «Me Party»                             | Маппеты                        | Walt Disney Records |
| 2011 | «Life’s A Happy Song Finale»           | Маппеты                        | Walt Disney Records |

## Награды и номинации
11 января 2017 года Эми Адамс стала обладательницей 2598-й звезды на Голливудской аллее славы. Поддержать актрису пришли её супруг и дочь, а также Дени Вильнёв и Джереми Реннер, с которым Адамс снималась в картинах «Прибытие» и «Афера по-американски». Дени Вильнёв, режиссёр фильма «Прибытие», отметил необычайный ум актрисы и признался, что при первой встрече был поражен её интеллектуальными способностями.
| Награда                                            | Год  | Категория                                         | Работа                 | Результат |
| -------------------------------------------------- | ---- | ------------------------------------------------- | ---------------------- | --------- |
| «Оскар»                                            | 2006 | Лучшая женская роль второго плана                 | «Июньский жук»         | Номинация |
| «Оскар»                                            | 2009 | Лучшая женская роль второго плана                 | «Сомнение»             | Номинация |
| «Оскар»                                            | 2011 | Лучшая женская роль второго плана                 | «Боец»                 | Номинация |
| «Оскар»                                            | 2013 | Лучшая женская роль второго плана                 | «Мастер»               | Номинация |
| «Оскар»                                            | 2014 | Лучшая женская роль                               | «Афера по-американски» | Номинация |
| «Оскар»                                            | 2019 | Лучшая женская роль второго плана                 | «Власть»               | Номинация |
| «Золотой глобус»                                   | 2008 | Лучшая женская роль — комедия или мюзикл          | «Зачарованная»         | Номинация |
| «Золотой глобус»                                   | 2009 | Лучшая женская роль второго плана                 | «Сомнение»             | Номинация |
| «Золотой глобус»                                   | 2011 | Лучшая женская роль второго плана                 | «Боец»                 | Номинация |
| «Золотой глобус»                                   | 2013 | Лучшая женская роль второго плана                 | «Мастер»               | Номинация |
| «Золотой глобус»                                   | 2014 | Лучшая женская роль — комедия или мюзикл          | «Афера по-американски» | Победа    |
| «Золотой глобус»                                   | 2015 | Лучшая женская роль — комедия или мюзикл          | «Большие глаза»        | Победа    |
| «Золотой глобус»                                   | 2017 | Лучшая женская роль — драма                       | «Прибытие»             | Номинация |
| «Золотой глобус»                                   | 2019 | Лучшая женская роль второго плана                 | «Власть»               | Номинация |
| «Золотой глобус»                                   | 2019 | Лучшая женская роль — мини-сериал или телефильм   | «Острые предметы»      | Номинация |
| «Золотой глобус»                                   | 2019 | Лучший мини-сериал или телефильм                  | «Острые предметы»      | Номинация |
| «Эмми»                                             | 2019 | Лучший мини-сериал                                | «Острые предметы»      | Номинация |
| «Эмми»                                             | 2019 | Лучшая женская роль в мини-сериале или фильме     | «Острые предметы»      | Номинация |
| BAFTA                                              | 2009 | Лучшая женская роль второго плана                 | «Сомнение»             | Номинация |
| BAFTA                                              | 2011 | Лучшая женская роль второго плана                 | «Боец»                 | Номинация |
| BAFTA                                              | 2013 | Лучшая женская роль второго плана                 | «Мастер»               | Номинация |
| BAFTA                                              | 2014 | Лучшая женская роль                               | «Афера по-американски» | Номинация |
| BAFTA                                              | 2015 | Лучшая женская роль                               | «Большие глаза»        | Номинация |
| BAFTA                                              | 2017 | Лучшая женская роль                               | «Прибытие»             | Номинация |
| BAFTA                                              | 2019 | Лучшая женская роль второго плана                 | «Власть»               | Номинация |
| AACTA International Awards                         | 2014 | Лучшая актриса                                    | «Афера по-американски» | Номинация |
| AACTA International Awards                         | 2017 | Лучшая актриса                                    | «Прибытие»             | Номинация |
| AACTA International Awards                         | 2019 | Лучшая актриса второго плана                      | «Власть»               | Номинация |
| «Сатурн»                                           | 2008 | Лучшая киноактриса                                | «Зачарованная»         | Победа    |
| «Сатурн»                                           | 2017 | Лучшая киноактриса                                | «Прибытие»             | Номинация |
| Alliance of Women Film Journalists                 | 2007 | Лучший прорыв                                     | «Зачарованная»         | Номинация |
| Alliance of Women Film Journalists                 | 2011 | Лучшая актриса второго плана                      | «Боец»                 | Номинация |
| Alliance of Women Film Journalists                 | 2013 | Лучшая актриса второго плана                      | «Мастер»               | Номинация |
| Alliance of Women Film Journalists                 | 2017 | Лучшая актриса                                    | «Прибытие»             | Номинация |
| Alliance of Women Film Journalists                 | 2019 | Лучшая актриса второго плана                      | «Власть»               | Номинация |
| Austin Film Critics Association                    | 2006 | Лучшая актриса второго плана                      | «Июньский жук»         | Номинация |
| Austin Film Critics Association                    | 2017 | Лучшая актриса                                    | «Прибытие»             | Номинация |
| Austin Film Critics Association                    | 2019 | Лучшая актриса второго плана                      | «Власть»               | Номинация |
| Премия общества кинокритиков Бостона               | 2010 | Лучший актёрский ансамбль                         | «Боец»                 | Победа    |
| Critics’ Choice Movie Awards                       | 2006 | Лучшая актриса второго плана                      | «Июньский жук»         | Победа    |
| Critics’ Choice Movie Awards                       | 2008 | Лучшая песня                                      | «Зачарованная»         | Номинация |
| Critics’ Choice Movie Awards                       | 2008 | Лучшая актриса                                    | «Зачарованная»         | Номинация |
| Critics’ Choice Movie Awards                       | 2009 | Лучший актёрский ансамбль                         | «Сомнение»             | Номинация |
| Critics’ Choice Movie Awards                       | 2011 | Лучшая актриса второго плана                      | «Боец»                 | Номинация |
| Critics’ Choice Movie Awards                       | 2012 | Лучшая песня                                      | «Маппеты»              | Победа    |
| Critics’ Choice Movie Awards                       | 2013 | Лучшая актриса второго плана                      | «Мастер»               | Номинация |
| Critics’ Choice Movie Awards                       | 2014 | Лучшая актриса в комедии                          | «Афера по-американски» | Победа    |
| Critics’ Choice Movie Awards                       | 2016 | Лучшая актриса                                    | «Прибытие»             | Номинация |
| Critics’ Choice Movie Awards                       | 2019 | Лучшая актриса второго плана                      | «Власть»               | Номинация |
| Critics’ Choice Movie Awards                       | 2019 | Лучший актёрский ансамбль                         | «Власть»               | Номинация |
| Critics’ Choice Movie Awards                       | 2019 | Лучшая актриса в телефильме или мини-сериале      | «Острые предметы»      | Победа    |
| Ассоциация кинокритиков Чикаго                     | 2006 | Лучшая актриса второго плана                      | «Июньский жук»         | Номинация |
| Ассоциация кинокритиков Чикаго                     | 2008 | Лучшая актриса второго плана                      | «Сомнение»             | Номинация |
| Ассоциация кинокритиков Чикаго                     | 2010 | Лучшая актриса второго плана                      | «Боец»                 | Номинация |
| Ассоциация кинокритиков Чикаго                     | 2012 | Лучшая актриса второго плана                      | «Мастер»               | Номинация |
| Ассоциация кинокритиков Чикаго                     | 2016 | Лучшая актриса роль                               | «Прибытие»             | Номинация |
| Dallas-Fort Worth Film Critics Association Awards  | 2005 | Лучшая актриса второго плана                      | «Июньский жук»         | Номинация |
| Dallas-Fort Worth Film Critics Association Awards  | 2012 | Лучшая актриса второго плана                      | «Мастер»               | Номинация |
| Dallas-Fort Worth Film Critics Association Awards  | 2016 | Лучшая актриса                                    | «Прибытие»             | Номинация |
| Dallas-Fort Worth Film Critics Association Awards  | 2018 | Лучшая актриса второго плана                      | «Власть»               | Номинация |
| Detroit Film Critics Society Awards                | 2007 | Лучшая актриса                                    | «Зачарованная»         | Номинация |
| Detroit Film Critics Society Awards                | 2008 | Лучшая актриса второго плана                      | «Сомнение»             | Номинация |
| Detroit Film Critics Society Awards                | 2010 | Лучшая актриса второго плана                      | «Боец»                 | Победа    |
| Detroit Film Critics Society Awards                | 2012 | Лучшая актриса второго плана                      | «Мастер»               | Номинация |
| Detroit Film Critics Society Awards                | 2013 | Лучшая актриса                                    | «Афера по-американски» | Победа    |
| Detroit Film Critics Society Awards                | 2016 | Лучшая актриса                                    | «Прибытие»             | Номинация |
| Detroit Film Critics Society Awards                | 2018 | Лучшая актриса второго плана                      | «Власть»               | Номинация |
| «Империя»                                          | 2014 | Лучшая актриса                                    | «Афера по-американски» | Номинация |
| «Империя»                                          | 2017 | Лучшая актриса                                    | «Прибытие»             | Номинация |
| «Независимый дух»                                  | 2006 | Лучшая женская роль второго плана                 | «Июньский жук»         | Победа    |
| Florida Film Critics Circle Awards                 | 2005 | Лучшая актриса второго плана                      | «Июньский жук»         | Победа    |
| Georgia Film Critics Association                   | 2013 | Лучшая актриса второго плана                      | «Мастер»               | Номинация |
| Georgia Film Critics Association                   | 2014 | Лучшая актриса                                    | «Афера по-американски» | Номинация |
| Georgia Film Critics Association                   | 2017 | Лучшая актриса                                    | «Прибытие»             | Номинация |
| Georgia Film Critics Association                   | 2019 | Лучшая актриса второго плана                      | «Власть»               | Номинация |
| «Готэм»                                            | 2005 | Лучший прорыв                                     | «Июньский жук»         | Победа    |
| «Готэм»                                            | 2016 | Специальный приз                                  | н/д                    | Победа    |
| «Готэм»                                            | 2018 | Лучший сериал — длинная форма                     | «Острые предметы»      | Номинация |
| «Гремми»                                           | 2009 | Лучшая песня, написанная для визуальных медиа     | «Зачарованная»         | Номинация |
| Detroit Film Critics Society Awards                | 2008 | Лучшая актриса                                    | «Зачарованная»         | Номинация |
| Detroit Film Critics Society Awards                | 2008 | Лучшая актриса второго плана                      | «Сомнение»             | Номинация |
| Detroit Film Critics Society Awards                | 2013 | Лучшая актриса второго плана                      | «Мастер»               | Номинация |
| Detroit Film Critics Society Awards                | 2017 | Лучшая актриса                                    | «Прибытие»             | Номинация |
| Detroit Film Critics Society Awards                | 2019 | Лучшая актриса второго плана                      | «Власть»               | Номинация |
| Irish Film and Television Awards                   | 2014 | Лучшая международная актриса                      | «Афера по-американски» | Номинация |
| Irish Film and Television Awards                   | 2017 | Лучшая международная актриса                      | «Прибытие»             | Номинация |
| Jupiter Awards                                     | 2014 | Лучшая международная актриса                      | «Человек из стали»     | Номинация |
| Jupiter Awards                                     | 2015 | Лучшая международная актриса                      | «Афера по-американски» | Номинация |
| Jupiter Awards                                     | 2017 | Лучшая международная актриса                      | «Прибытие»             | Номинация |
| Премия Лондонского кружка кинокритиков             | 2013 | Лучшая актриса второго плана                      | «Мастер»               | Номинация |
| Премия Лондонского кружка кинокритиков             | 2017 | Лучшая актриса                                    | «Прибытие»             | Номинация |
| Ассоциация кинокритиков Лос-Анджелеса              | 2005 | Лучшая женская роль второго плана                 | «Июньский жук»         | Номинация |
| Ассоциация кинокритиков Лос-Анджелеса              | 2012 | Лучшая женская роль второго плана                 | «Мастер»               | Победа    |
| Национальный совет кинокритиков США                | 2008 | Лучший актёрский ансамбль                         | «Сомнение»             | Победа    |
| Национальный совет кинокритиков США                | 2016 | Лучшая актриса                                    | «Прибытие»             | Победа    |
| Национальное общество кинокритиков США             | 2006 | Лучшая женская роль второго плана                 | «Июньский жук»         | Победа    |
| Национальное общество кинокритиков США             | 2011 | Лучшая женская роль второго плана                 | «Боец»                 | Номинация |
| Национальное общество кинокритиков США             | 2013 | Лучшая женская роль второго плана                 | «Мастер»               | Победа    |
| New York Film Critics Circle                       | 2013 | Лучшая актриса                                    | «Афера по-американски» | Номинация |
| San Diego Film Critics Society Awards              | 2010 | Лучший актёрский ансамбль                         | «Боец»                 | Номинация |
| San Diego Film Critics Society Awards              | 2012 | Лучшая актриса второго плана                      | «Мастер»               | Номинация |
| San Francisco Film Critics Circle                  | 2005 | Лучшая актриса второго плана                      | «Июньский жук»         | Победа    |
| San Francisco Film Critics Circle                  | 2016 | Лучшая актриса                                    | «Прибытие»             | Номинация |
| San Francisco Film Critics Circle                  | 2018 | Лучшая актриса второго плана                      | «Власть»               | Номинация |
| «Спутник»                                          | 2005 | Лучшая женская роль второго плана — драма         | «Июньский жук»         | Номинация |
| «Спутник»                                          | 2007 | Лучшая женская роль — комедия или мюзикл          | «Зачарованная»         | Номинация |
| «Спутник»                                          | 2010 | Лучшая женская роль второго плана                 | «Боец»                 | Номинация |
| «Спутник»                                          | 2011 | Лучшая песня                                      | «Маппеты»              | Номинация |
| «Спутник»                                          | 2012 | Лучшая женская роль второго плана                 | «Мастер»               | Номинация |
| «Спутник»                                          | 2013 | Лучшая женская роль                               | «Афера по-американски» | Номинация |
| «Спутник»                                          | 2017 | Лучшая женская роль                               | «Под покровом ночи»    | Номинация |
| «Спутник»                                          | 2019 | Лучшая женская роль в мини-сериале или телефильме | «Острые предметы»      | Победа    |
| Премия Гильдии киноактёров США                     | 2006 | Лучшая женская роль второго плана                 | «Июньский жук»         | Номинация |
| Премия Гильдии киноактёров США                     | 2009 | Лучший актёрский ансамбль                         | «Сомнение»             | Номинация |
| Премия Гильдии киноактёров США                     | 2009 | Лучшая женская роль второго плана                 | «Сомнение»             | Номинация |
| Премия Гильдии киноактёров США                     | 2011 | Лучший актёрский ансамбль                         | «Боец»                 | Номинация |
| Премия Гильдии киноактёров США                     | 2011 | Лучшая женская роль второго плана                 | «Боец»                 | Номинация |
| Премия Гильдии киноактёров США                     | 2014 | Лучший актёрский ансамбль                         | «Афера по-американски» | Победа    |
| Премия Гильдии киноактёров США                     | 2017 | Лучшая женская роль                               | «Прибытие»             | Номинация |
| Премия Гильдии киноактёров США                     | 2019 | Лучшая женская роль второго плана                 | «Власть»               | Номинация |
| Премия Гильдии киноактёров США                     | 2019 | Лучшая женская роль в телефильме или мини-сериале | «Острые предметы»      | Номинация |
| Премия Гильдии киноактёров США                     | 2021 | Лучшая женская роль                               | «Элегия Хиллбилли»     | Номинация |
| Seattle Film Critics Awards                        | 2014 | Лучший актёрский ансамбль                         | «Афера по-американски» | Победа    |
| Seattle Film Critics Awards                        | 2017 | Лучшая актриса                                    | «Прибытие»             | Номинация |
| Toronto Film Critics Association Awards            | 2010 | Лучшая актриса второго плана                      | «Боец»                 | Номинация |
| Toronto Film Critics Association Awards            | 2012 | Лучшая актриса второго плана                      | «Мастер»               | Номинация |
| Vancouver Film Critics Circle                      | 2006 | Лучшая актриса второго плана                      | «Июньский жук»         | Победа    |
| Vancouver Film Critics Circle                      | 2011 | Лучшая актриса второго плана                      | «Боец»                 | Номинация |
| Vancouver Film Critics Circle                      | 2013 | Лучшая актриса второго плана                      | «Мастер»               | Победа    |
| Vancouver Film Critics Circle                      | 2016 | Лучшая актриса                                    | «Прибытие»             | Номинация |
| Washington DC Area Film Critics Association Awards | 2005 | Лучший прорыв                                     | «Июньский жук»         | Номинация |
| Washington DC Area Film Critics Association Awards | 2005 | Лучшая актриса второго плана                      | «Июньский жук»         | Победа    |
| Washington DC Area Film Critics Association Awards | 2008 | Лучший актёрский ансамбль                         | «Сомнение»             | Победа    |
| Washington DC Area Film Critics Association Awards | 2010 | Лучший актёрский ансамбль                         | «Боец»                 | Номинация |
| Washington DC Area Film Critics Association Awards | 2010 | Лучшая актриса второго плана                      | «Боец»                 | Номинация |
| Washington DC Area Film Critics Association Awards | 2012 | Лучшая актриса второго плана                      | «Мастер»               | Номинация |
| Washington DC Area Film Critics Association Awards | 2016 | Лучшая актриса                                    | «Прибытие»             | Номинация |